# Edgewell Personal Care
Die Edgewell Personal Care Company ist ein amerikanisches multinationales Konsumgüterunternehmen mit Hauptsitz in Shelton, Connecticut. Das Unternehmen produziert und vertreibt Pflegeprodukte, Hygieneartikel und Sonnenschutzmittel unter Marken wie Schick, Wilkinson Sword, Playtex, Carefree, Stayfree, Hawaiian Tropic, Banana Boat, Edge, Cremo, Billie und Wet Ones.

## Geschichte
Im Februar 2015 kündigte Energizer Holdings an, sich in zwei eigenständige Unternehmen aufzuteilen. Die ursprüngliche Gesellschaft, Energizer Holdings Inc., wurde zu einem Körperpflegeunternehmen umgewandelt und in Edgewell Personal Care umbenannt. Die Haushaltsprodukte und damit verbundenen Vermögenswerte wurden auf eine neue Gesellschaft, Energizer SpinCo, Inc., übertragen, die anschließend in Energizer Holdings, Inc. umbenannt wurde. David Hatfield, der damalige Präsident und CEO von Energizer Personal Care, wurde zum CEO von Edgewell Personal Care ernannt.
Im Januar 2018 gab Edgewell bekannt, die Luxus-Hautpflegemarke Jack Black übernommen zu haben. Die Transaktion wurde im März 2018 abgeschlossen. Im Mai 2019 kündigte Edgewell an, das Rasierunternehmen Harry’s, einschließlich der auf Frauen ausgerichteten Marke Flamingo, für 1,37 Milliarden US-Dollar zu erwerben. Im Oktober 2019 gab Edgewell bekannt, seine Geschäfte für Windel- und Katzenstreuentsorgung für 122,5 Millionen US-Dollar an Le Holding Angelcare Inc. zu verkaufen.
Am 3. Februar 2020 gab die Federal Trade Commission (FTC) bekannt, dass sie die Übernahme von Harry’s durch Edgewell aufgrund von Bedenken hinsichtlich einer möglichen Preismanipulation blockieren werde. Am 10. Februar 2020 kündigte Edgewell an, die Fusionsvereinbarung mit Harry’s nach der Klage der FTC zu beenden.
Im September 2020 erwarb Edgewell die Rasiermarke Cremo in einem Deal im Wert von 235 Millionen US-Dollar. Der Abschluss der Übernahme erfolgte im selben Monat. Im November 2021 gab Edgewell bekannt, die Frauen-Körperpflegemarke Billie für 310 Millionen US-Dollar übernommen zu haben.
In den Jahren 2022 und 2023 rief Edgewell einige seiner Sonnenschutzprodukte der Marke Banana Boat zurück, da Spuren von Benzol, einem bekannten Karzinogen, festgestellt wurden.

## Marken
| Marken          | Produktlinie            |
| --------------- | ----------------------- |
| Schick          | Rasierer, Klingen       |
| Wilkinson Sword | Rasierer, Rasierklingen |
| Personna        | Rasierer, Rasierklingen |
| Billie          | Rasierer, Rasierklingen |
| Edge            | Rasiergel               |
| Skintimate      | Rasierer, Rasierklingen |
| Banana Boat     | Sonnencreme             |
| Hawaiian Tropic | Sonnenschutz-Produkte   |
| Playtex         | Frauenhygiene-Produkte  |
| Carefree        | Frauenhygiene-Produkte  |
| Stayfree        | Frauenhygiene-Produkte  |
| o. b.           | Frauenhygiene-Produkte  |
| Bull Dog        | Hautpflegeprodukte      |
| Jack Black      | Hautpflegeprodukte      |
| Wet Ones        | Hautpflegeprodukte      |
| Cremo           | Hautpflegeprodukte      |